# SIMP J013656.5+093347
SIMP J013656.5+093347 — коричневый карлик в созвездии Рыб. Находится на расстоянии около 20 световых лет от Солнца.
Он принадлежит к спектральному классу T2,5. Его положение смещается из-за его собственного движения ежегодно примерно на 1,24 угловых секунды.
В 2017 году сообщалось, что масса объекта может составлять всего 12,7 массы Юпитера, и его можно считать планетой-изгоем, а не коричневым карликом.